# Битка при Сиботските острови
Битката при Сиботските острови (на гръцки: Ναυμαχία των Συβότων) е морска битка през 433 пр.н.е. между Коринтската флота и Керкира (днес Корфу). Атина участва на страната на Керкира. Битката води до избухването на Пелопонеската война.
На страната на Керкира се бият пълководците Микиад, Есимид, Еврибат, Лакедемоний, Диотим, Протей. На страната на Коринт се бие Ксеноклид.